# Sokszor nem halunk meg
A Sokszor nem halunk meg Tompa Andrea magyar író 2023-ban a Jelenkor Kiadónál megjelent könyve, ötödik regénye.
A regény az 1943-ban zsidó értelmiségi családban született, 1944-től Kolozsvárt egy magyar családban nevelkedő, majd a szatmári színház ismert színésznőjévé lett Nagy Matild – kisgyerekként Matyi, az iskolától kezdve Tilda – életútját beszéli el 49 éves koráig, amikor már úgy érzi, végzett a színházzal.
Tilda központi alakja mellett az első két rész legfontosabb szereplője az örökbefogadó házaspár, főként az anya, Erzsi; a következő két részé pedig a rendező, művésznevén Titi Constantinescu, született Katz Bernát. Vele a történetben előtérbe kerül a világháborút túlélt erdélyi magyar zsidó értelmiségiek sorsa, illetve a színház világa.
„Tompa Andrea címe kétféleképpen hangsúlyozható. Az egyik, hogy sokszor nem halunk meg, csak egyszer. A másik, hogy sokszor adódik olyan helyzet, hogy az ember nem hal meg, pedig meghalhatna.” Fontos, hogy a cím egy munkaszolgálatban meghalt költő naplójából vett idézet (446. oldal).

## Cselekménye
A regény négy részre tagolódik: 
- Megérkezés (9. o.)
- Menekülés (205. o.)
- Felkészülés (323. o.)
- Katasztrófa (457. o.)

Mindegyik rész négy-négy, illetve az egyik rész öt fejezetből áll. A fejezeteket csak római számok jelölik. A helyszín többnyire Erdély, főként Kolozsvár, kisebb részben Szatmár. 

### Megérkezés
1944 májusában a kolozsvári Nagy-házaspár, Erzsi és Feri magához veszi a 7-8 hónapos Matildot, akit ők Matyinak neveznek. A gyereket anyja, a zsidó doktornő közvetlenül a rá váró deportálás előtt bízta Erzsi gondjaira. Feri továbbra is dolgozni jár, lakatos. Erzsi (39 éves) a lakásba zárkózva, titokban nevelgeti a kislányt, hiszen a náci megszállás idején a zsidók bújtatása tilos. Nekik nem lehetett gyerekük, pedig Erzsi rettenetesen vágyott rá, most mégis próbálja nem túlságosan megszeretni Matyit, mert tudja és remegve várja, hogy majd vissza kell adniuk az anyjának. Ezért is kezd naplót írni, amit majd a gyerekkel együtt átadhat neki.
Nem sokáig tudják takargatni a titkot, ezért kitalálnak egy mesét, hogy a kislány családját kibombázták, és az anyuka meghalt egy budapesti kórházban. A következő év tavaszán Erzsi végre kimozdulhat Matyival a lakásból. Egyre több varrást vállal, így szűkösen megvannak valahogy. A háború végén Kolozsvár Észak-Erdéllyel együtt újra Romániához került, és a hivatalos ügyek elintézéséhez (a holttá nyilvánításhoz) még nincsenek meg a törvények. 
Feri hordja haza a híreket, figyeli a lágerekből visszatértek hirdetményeit, a munkaszolgálatosokét is, hátha köztük van Matyi apja. A kislány származásáról hallgatnak, arról még Klári néni, az új nagymama sem tudhat, mert az árva zsidó gyermekeket elviszik Palesztinába. 
Matyikát bemutatják Csíkban a rokonságnak, elviszik Erzsi anyjának temetésére. Erzsi Csíkból való székely és katolikus; Feri kolozsvári unitárius, de ateista; Matyi zsidó szülők gyermeke. „Mi itten három vallás vagyunk. Hárman három fele.” – mondja Feri. (140.)
Azután Matyit megkeresztelik: Nagy Matild Erzsébet lesz. Egy újabb kitalált mese alapján anyakönyvi kivonatot csináltatnak, Erzsi a kislányt székelynek állítja be, négy évesen beíratják óvodába. Otthon szigorúbban kell őt fogni, mert verekedős, mondja az óvónő.
Mindabból, ami eddig vele történt, Matild semmire nem fog emlékezni. A könyv első bekezdésének utolsó mondata szerint: „Négyéves koráig elfelejt mindent.”

### Menekülés
Matyi – most már Tilda – hamarosan 17 éves. Külön szobája, íróasztala van, zongoraórákat vesz. Az utolsó, 12. osztályba jár, vizsgatételeket dolgoz ki történelemből; utálja, de apja segít, amennyire tud, és mindig kikérdezi az anyagot. 
A II. fejezet az iskolaéveket foglalja össze – visszalépegetve az időben, de mindig folyamatos jelenként elbeszélve. Ezek az önállósulás és nagylánnyá válás, az önmagára találás válságának és a színház felé fordulásnak az évei.
A harmadikosok osztálykirándulásán képzeletét megragadja az erdőben egy nagy fekete lyuk, vonzza és retteg is tőle. Tíz évesen vonatoznak, néha szédeleg tőle, mégis minél messzebb akarna jutni. Hetedikes, mikor a szomszéd lányokkal egy sátorban a testükkel ismerkednek. 
Erzsivel kezdettől könyveket, verseket olvastak, és Tilda rátalál a versmondás örömére, szaval az osztályban, majd az évzárón. Hanyag, több tárgyból bukásra áll, de a szavalása miatt átengedik. 
Boris nénjével templomba jár, de ötödikesen már nem akar, mert az iskolában tiltják, és mert nincs is Isten – mondja, anyjával és Boris nénjével vitázva. Később bejelenti: – Nem vagyok Matyi, Tilda vagyok. (227-228.) 
Szavalni hívják gyárakba, ünnepekre; mindegy neki, mi van a versben, mondani kell. Hetedikesen könyvjutalmat kap, egy lágerben meghalt költő verseit. Saját gondolatokat fogalmazni azonban képtelen. Anyjától, Erzsitől vastag füzetet kap, hogy próbáljon naplót vezetni.
Közel 14 éves, amikor Klári mama (Feri anyja) elmondja neki, hogy örökbefogadott gyerek, Erzsi és Feri nem az édes szülei, de ugyanúgy szeretik. Otthon bejelenti, hogy nem megy többet templomba, mert Isten nincs, és ő nem katolikus. „Semmi. Semmi vagyok.” (240.) Rúzst, púdert szerez, festeni kezdi magát, hiába tiltják; pózokat, frizurákat próbál, a színházban látott szerepeket utánozza. De az iskolai fogalmazást nem tudja megírni egyedül. „Nem gondolok semmit. Semmiről semmit.” (255.)
11. osztályos, amikor a szatmári színházban megnézi apjával, Ferivel az Anna Frank naplóját (rendező Harag György). Nagy hatással van rá az előadás: olvasni és tanulni kezd, rákap az addig utált naplóírásra, „Anna-ruhát” kér magának születésnapjára. Egy lapban azt olvassa Annáról: „Egyetlen bűne, hogy zsidónak született.” 16. születésnapján a szülők megmondják neki, hogy zsidó családból származik. Klári mamától már két éve tudja, hogy örökbefogadott gyerek, az akkor látszólag nem volt rá nagyobb hatással. De ez a közlés villámcsapásként éri. „Nem!” – ugrik fel Tilda. 
Ettől kezdve megváltozik, eltávolodik, kihívóan válaszolgat. Feltúrja a szülők szekrényét, olvassa Erzsi régi naplóját, verseit. Erzsi kétségbeesik: hálátlan, érzéketlen lány ez, nem ezt érdemeltük tőle, panaszolja barátnőjének.
Tilda most buzgón eljár a templomba. Boris nénje elviszi magával Csíkba, az ottani táncmulatságokon nagy sikere van a fiúk előtt. Otthon „járni” kezd Ivánnal, de az alakulgató diákszerelem nem fut ki sehova. Beiratkozik a „színjátszóba”, A fösvényben megkapja Harpagon szerepét. Vera néni, a szigorú zongoratanár azt mondja, a fösvény az az ember, aki nem tud adni semmit másoknak. Talán mert semmi, üres belül. Tilda otthon készül a szerepre. Megtanul lépcsőn legurulni, hogy eljátszhassa a halált. Erzsivel lemegy a sötét, fekete pincébe gyakorolni, ahol 1944-ben bújtak meg a bombázás idején. Ivánnal már nem találkoznak, a színház lesz fontos. 

### Felkészülés
Matild (Tilda) már színésznő, a szatmári színházban az Antigoné címszerepére készül. Az évad vége van, majd az új évadban lesz a bemutató, rendezője Titi Constantinescu, aki egy ideje Tilda szerelme.
A történet itt visszaugrik az időben: 
A fejezet nagy részében Tilda még színművészeti főiskolás, ott jönnek össze Titivel, aki a Cseresznyéskertet rendezi. A vizsgaelőadás után a tengeren nyaralnak, majd Bukarestben Titi bemutatja falubelijét és sorstársát: Zimrát, a híres írónőt, akinek műveit betiltották; 15 (vagy 20) évesen lágerben volt és most a lágernaplóját írja, Magyarországon készül kiadni.
Egy korábbi főiskolai vizsgán Tilda a Rómeo és Júlia dadus szerepét játssza és a színpadon hasonló érzelmeket él át, mint az ő gyerekkorában Erzsi. A bemutatót szülei is megnézik.
A legutolsó főiskolai vizsgaelőadáson a Hat szerep keres egy szerzőt őrült lányát alakítja, „aki kétségbeesetten ront be a színházba, hogy elmondhassa végre valakinek a történetét,… hogy színre kerüljön benne ő és a gyalázat, ami megesett vele.” (386.)
A diploma után Matild a szatmári színházhoz szerződik. Közben terhes lett Leventétől, főiskolai osztálytársától, aki már Budapestre emigrált. Titi megérti és elfogadja a helyzetet, hiszen „Úgy egyeztünk, hogy szabadon szeretjük egymást.” A szülők azonban felháborodnak, majd egy durva összeveszés után két héttel „megbocsátanak” Tildának. Később azt is megmondja anyjának, hogy nem Titi az apa, és hogy Titi nem is „oláh”, hanem zsidó. Erzsi ugyanúgy megdöbben, mint annakidején Tilda. 1966 tavaszán megszületik Klárika. Titi felajánlja, hogy házasodjanak össze, de Tilda nem akarja. Szatmáron a gyerekkel színészlakásba költözik, ősztől újra játszik. Erzsi is velük marad és mindenben segít a lányának, közben a színháznak varrást vállal.
Az új évadban megtartották az Antigoné bemutatóját, Tititől Zimra új lágerkönyvét kapja Tilda premierajándéknak. Meghívják a mártírok megemlékezésére verset mondani. Salamon Ernő, a munkaszolgálatban megölt költő verseiből válogat, közben a vérszerinti apjára gondol, akit nem is ismert. A költő naplójában olvassa: „Sokszor nem halunk meg. Én otthon akarok meghalni.” (446.) Egy cetlin váratlanul a vér szerinti apjáról érdeklődik. Erzsi visszaír: munkaszolgálatos volt, ügyvéd úrnak szólították. Riport jelenik meg Tildáról egy lapban, Erzsi több példányt vásárol belőle és büszkén szétküldi őket a rokonságnak. A címlapon lánya, Nagy Matild egy gesztenyefa előtt mosolyog. 
A történetben egyre inkább összefonódik a napi valóság, a magánélet és a színház világa. A romániai politikai változások a színházi életre is nyomasztóan hatnak. Az „egység” jegyében a szatmári Magyar Színház nevét Északi Színházra változtatják. Titi a változások miatt szorong. Már korábban sterilizáltatta magát, nem akar gyereket, és most, 1968 őszén egy turistaúton úgy dönt, hogy Bécsben marad. (Ez akkor azt jelentette, hogy soha nem térhet haza.) Tilda elkeseredésében véresre ütögeti fejét egy gesztenyefa kérgén. Erzsinek csak karácsonykor mondja meg az igazat.

### Katasztrófa
1992. augusztus. Titi az új kocsiján Bécsből megérkezik Tildához Kolozsvárra. Barnára sült, elegáns, 67 éves. Tilda 49, a lánya, Klári 26. Erzsi már meghalt. Tilda négy éve nem játszik. Súlyos műtétje volt, el kellett távolítani mindkét mellét, betegségi nyugdíjából él. A férjétől, Zoltántól elvált, mert rendszeresen megcsalta őt. Néhányszor már találkozott Titivel, amióta a férfi emigrált. Most azért jött, hogy újra rendezzen.
A történet ismét visszalép néhány évet: 
1987. Tildának elege lett a vidéki színpadokon tartott szavalóestekből. Prózát, saját monodrámát szeretne előadni, esetleg Zimra lágerkönyve alapján. Ágnes, a nyugdíjas dramaturg egy másik lágernaplót ajánl, ebből állítják össze ketten Az utolsó vonat című monodráma szövegét. Hőse egy lágerben naplóját író nő; a darabban a férjéhez beszél, aki nincs ott, de reméli, hogy életben van. A rendező szerint ezt a témát nem lehet realista módon előadni, nem lehet a figurával teljesen azonosulni, hanem – arcmaszkokkal, magyarázó feliratokkal és egyebekkel – színész és szerep között hangsúlyozni kell a távolságot, mint Brecht színházában.
– Az a fontos, hogy megjelenítsd őt, de nem ő vagy – mondja neki a rendező.
– Ó, éppen azt akartam, hogy én ő legyek – válaszolja Tilda. (490.)
Így próbálják végig és adják elő a darabot Váradon a bábszínházban, hiszen csak ott engedélyezték a bemutatását. Az előadás fő kelléke egy szekrény, fiókjaiban papírlapok a lágerekben elpusztultak neveivel. A főpróbán Tilda a szekrényt átölelve suttogja magának, háttal a nézőknek: „Mama.” (514.)
A szeptemberi főpróba és két előadás után Az utolsó vonatot meghívják Pécsre, az ottani bábfesztiválra. Tilda megtelefonálja a hírt Titinek Ausztriába. Klári is végignézte az előadást és titokban sírt.   
Pécsen a szállodában újra együtt vannak Titivel. Öt évvel korábban találkoztak, akkor Klárival hármasban a Balatonra mentek. Azóta Klári egyetemista lett, és Tilda megmondta neki, hogy zsidó származású. Titi (Bernat Katz) osztrák állampolgárságot kapott, egy filmgyárban alacsony beosztásban dolgozik; úgy érzi, nincs rá szüksége senkinek. Előadás után elmeséli a bécsi emigrálásának történetét, majd újból hívja Tildát magához Bécsbe. „Van végre egy előadásom. Egy előadás, ami az enyém. Én nem tudok színház nélkül. – feleli Tilda. – …Köszönöm, hogy eljöttél. Olyan fontos nekem, hogy láttad Az utolsó vonatom.” (541.)
Ismét 1992-ben vagyunk. Titi Kolozsvárról átmegy Szatmárra, a színházban az Oidipusz királyt készül megrendezni, sajátos felfogásban. Oidipusz vak volt, nem ismerte a múltját, sem azt, hogy örökbefogadták, magyarázza Tildának. (560.) Meg kell mentenie a poliszt (a várost), megszabadítani a járványtól, és ehhez meg kell tudnia, mi történt saját magával korábban, hogy ki az anyja és az apja. A darab során látni kezd, megismeri a múltját és önmagát.
Matild fogja játszani Oidipuszt. Elkezdik próbálni a tragédiát.

## A regényről

### Kritikai fogadtatása
- „[A] történet főhőse Matild, befogadott gyermek, akinek valódi deportált szülei eltűntek a regényben többször visszatérő fekete lyukban, amire Matild (Tilda, Matyi) valahogy mindig újból rátalál az élete során, hol osztálykiránduláson az erdőben, hol már színésznőként az ordítás színpadi megjelenítésében. Tilda ezzel a sorsában tátongó semmivel kell egész életében megküzdjön.”[2]

- „A sorstalanság, az identitáshiány a regény legfőbb kérdése, amit számos módon, eszközzel és több aspektusból mutat meg, ám ezek közül a mű második felében a színház, a szerepjátszás válik a leghangsúlyosabbá.”[3]

- Nagy Matild „tudatosan szembenéz származásának kihívásaival, s amennyire egyáltalán lehet, lelkileg-érzelmileg feldolgozza emberpróbáló örökségét. A színházban általa alakított Antigoné messzire sugárzó példáját idézve: eltemeti végül a saját halottait is.”[4]

- „Nem Kolozsvár-, nem újabb trauma-, nem erdélyi holokausztregény Tompa Andrea Sokszor nem halunk meg című könyve, hanem egy minden korábbi jelzőt magába olvasztó életregény.”[5]

- „Ha semmi történelem, semmi görög dráma, semmi sorstalanság nem lenne a regényben, és csak egy karcsú füzet lenne erről, örökbefogadásról és a család jelentéséről, a Sokszor nem halunk meg már akkor is nagyszerű mű lenne.”[6]

- „A Sokszor nem halunk meg a női áldozathozatal és szolidaritás regénye, és ez még akkor is igaz, ha teret kapnak benne azok a bűnök is, amelyeket nők követtek el nők ellen.”[7]

- „A regény nyelve hihetetlenül redukált, szűkszavú, tömör, és olyan földhözragadt, mint egy bevásárlólista” – állítja a Litera.hu recenziója. Újra és újra visszatér erre a „csontvázszerűre csupaszított nyelv”-re, „mintha önmagát akarná megszüntetni az elbeszélői hang a rendkívül csupasz, tárgyilagos, transzparens, óvatos nyelve által.”[8]

- A Kulter.hu kritikája szerint a regényben kérdéses az irodalmi drámaszöveg és a történelmi valóságtapasztalat ilyen összekapcsolása, valamint didaktikusan hatnak a pszichologizáló drámaszöveg-elemzések. „A színházi figurák elemzése… az iskolás pszichologizálás határáig is elmegy.” Ugyanakkor mély hatást keltenek többek között „az anyaságról, az anya testét övező tabukról és társadalmi szokásokról, a gyermektelenséghez viszonyulásról, identitás és felejtés kapcsolatáról” való töprengések.[9]

- ÉS-KVARTETT. A regényről tartott nyilvános beszélgetésből:[10]

– „Számomra katartikus és erős gondolati vonulata volt a regénynek a színház. A nyugati kultúra két nagyon erős drámájához kapcsolódik leginkább a regény, ezek az Antigoné és az Oidipusz király. … anélkül hogy didaktikussá vált volna ettől a történet.” (Deczki Sarolta)
– „Az első 200 oldal szerintem 10 pont. [A beszélgetésben ez a maximális pontszám]. A másik dolog, ami nagyon megfogott, Tildának és Titinek a szerelme, ami életüket végigkíséri, fantasztikusan szép történet. De nekem, ellentétben Sacival, a színházi részekkel gondom is volt, úgy érzem, azok túl vannak beszélve.” (Károlyi Csaba)
– A regényt „kiváló és nagy hatású szövegnek tartom. Nálam azért is van különleges helye ennek a regénynek, mert ellenáll mindenféle műfaji besorolásnak.” (O. Réti Zsófia)
– „A hiány ennek a regénynek az egyik kulcsszava az identitás mellett. Szerintem az a tétje ennek a könyvnek, hogy lehet-e hiányból identitást kreálni. (…) Nekem nagyon tetszett Feri, az apa alakja, aki a regény végére szívemnek fájó módon elfelejtődik.” (Zelei Dávid)